# Resultados do Carnaval de Ponta Grossa
Este anexo trata sobre os resultados do Carnaval de Ponta Grossa, por anos.

## 2008
| Pos | Escolas                   | Classificação ou rebaixamento | Ref   |
| --- | ------------------------- | ----------------------------- | ----- |
| 1   | Globo de Cristal          | Campeã de 2008                | [ 1 ] |
| 2   | Asses da Vila             |                               | [ 1 ] |
| 3   | Águia de Ouro             | [ 1 ]                         |       |
| 4   | Nova Princesa             | [ 1 ]                         |       |
| 5   | Portal das Das Aguas      | [ 1 ]                         |       |
| 6   | Baixada Princesina        | [ 1 ]                         |       |
| 7   | Gaviões da Beira da Linha | [ 1 ]                         |       |

## 2009
Em 2009 não foi realizado o julgamento dos desfiles, devido à demora na aprovação da verba para o carnaval por parte do legislativo municipal, tendo as seis escolas participantes recebido um troféu de participação.

## 2010
| Pos | Escolas              | Classificação ou rebaixamento | Ref   |
| --- | -------------------- | ----------------------------- | ----- |
| 1   | Globo de Cristal     | Campeã de 2010                | [ 3 ] |
| 2   | Águia de Ouro        |                               | [ 3 ] |
| 3   | Ases da Vila         | [ 3 ]                         |       |
| 4   | A Baixada Princesina | [ 3 ]                         |       |

## 2011
| Pos | Escolas            | Classificação ou rebaixamento | Ref   |
| --- | ------------------ | ----------------------------- | ----- |
| 1   | Ases da Vila       | Campeã de 2011                | [ 4 ] |
| 2   | Águia de Ouro      |                               | [ 4 ] |
| 3   | Globo de Cristal   | [ 4 ]                         |       |
| 4   | Baixada Princesina | [ 4 ]                         |       |

## 2012
| Pos | Escolas          | Classificação ou rebaixamento | Ref   |
| --- | ---------------- | ----------------------------- | ----- |
| 1   | Ases da Vila     | Campeã de 2012                | [ 5 ] |
| 2   | Globo de Cristal |                               | [ 5 ] |
| 3   | Águia de Ouro    | [ 5 ]                         |       |

## 2013
Em 2013 não foi realizado o julgamento dos desfiles, devido à demora na aprovação da verba para o carnaval por parte do legislativo municipal, tendo as quatro escolas participantes recebido um troféu de participação.

## 2014
| Pos | Escolas          | Classificação ou rebaixamento | Ref   |
| --- | ---------------- | ----------------------------- | ----- |
| 1   | Globo de Cristal | Campeã de 2014                | [ 7 ] |
| 2   | Ases da Vila     |                               | [ 7 ] |
| 3   | Águia de Ouro    | [ 7 ]                         |       |

## 2015
| Pos | Escolas          | Pontuação | Classificação ou rebaixamento | Ref   |
| 1   | Globo de Cristal | 235,3     | Campeã de 2015                | [ 8 ] |
| 2   | Águia de Ouro    |           |                               | [ 8 ] |
| 3   | Ases da Vila     |           | [ 8 ]                         |       |

## 2016
| Posição | Escolas          | Pontuação | Classificação ou rebaixamento | Referências |
| 1       | Globo de Cristal |           | Campeã de 2015                | [ 9 ]       |
| 2       | Ases da Vila     |           |                               | [ 9 ]       |
| 3       | Águia de Ouro    |           | [ 9 ]                         |             |